# Rock Action Records
Rock Action Records es una compañía discográfica independiente británica fundada en 1995 por el grupo escocés de rock: Mogwai. En la cual cuenta con un historial de artistas ya conocidos.

## Algunos artistas de la discográfica
- Aidan Moffat & RM Hubbert
- Blanck Mass
- De Rosa
- Desalvo
- Envy
- Errors
- Kathryn Joseph
- Mogwai
- Mugstar
- Part Chimp
- Remember Remember
- Sacred Paws
- Swervedriver
- The Twilight Sad